# Rho Fiera (stacja kolejowa)
Rho Fiera (wł. Stazione di Rho Fiera) – przystanek kolejowy w Rho, w prowincji Mediolan, w regionie Lombardia, we Włoszech. Znajduje się na linii z Mediolanu do Turynu i Domodossoli. Znajduje się w miejscowości Rho w pobliżu centrum wystawowego Fieramilano. Stacja została zaprojektowana i zbudowana przez Angelo Mangiarotti i był to ostatni architektoniczny projekt infrastrukturalny zaprojektowany przez niego przed śmiercią w 2012 roku.
Według klasyfikacji RFI ma kategorię srebrną.

## Historia
W dniach 29 listopada i 08 grudnia 2008, stacja działa jako tymczasowa, dla pociągów, które dowoziły pasażerów na Artigiano in Fiera.
Stacja weszła do regularnego rozkładu jazdy dla pociągów linii S5 i S6 kolei podmiejskiej w Mediolanie 22 kwietnia 2009.
Stacja dla kolei dużej prędkości na linii Mediolan - Turyn została otwarta w dniu 28 września 2009. Przyczyniło się to do powstania ważnego węzła komunikacyjnego pomiędzy koleją dużej prędkości, pociągami podmiejskimi, metrem i autobusami. W przyszłości stacja powinna stać się Północną bramą komunikacyjną Mediolanu dla pociągów KDP.
14 grudnia 2014 zmieniono nazwę stacji na "Rho Fiera Milano Expo 2015", związku z nadchodzącą wystawą światową w 2015.

## Linie kolejowe
- Mediolan – Domodossola
- Turyn – Mediolan (KDP)
- Turyn – Mediolan